# Regina Maria Cordeiro Dunlop
Regina Maria Cordeiro Dunlop (Rio de Janeiro, 9 de julho de 1950) é uma diplomata brasileira. Desde 5/12/2020, é Cônsul-Geral do Brasil em Istambul

## Biografia

### Vida pessoal
Nasceu na cidade do Rio de Janeiro, filha de José Joaquim Cordeiro e Felismina Maia Cordeiro.

### Formação Acadêmica
Em 1969, formou-se em Língua Inglesa pela Universidade do Estado do Rio de Janeiro. Em 1973, concluiu pós-graduação em ensino de inglês como segunda língua na Royal Society of Arts, em Londres. Em 1977, obteve grau de mestre em Linguística aplicada pela Universidade de Leeds, no Reino Unidos.

### Carreira Diplomática
Ingressou na carreira diplomática em 1982, no cargo de Terceira Secretária, após ter concluído o Curso de Preparação à Carreira de Diplomata do Instituto Rio Branco.

Foi inicialmente lotada na Divisão da Associação Latino-Americana de Integração, onde trabalhou de 1982 a 1983. Em seguida, foi assistente na Divisão de Agricultura e Produtos de Base, entre 1983 e 1989, tendo sido promovida a segunda-secretária em 1987.
Em 1989, foi removida para a Representação junto aos Organismos Econômicos Especiais Internacionais em Londres, permanecendo no posto até 1993. Entre 1993 e 1994, foi assessora no Gabinete do Ministro de Estado e, subsequentemente, assessora na Secretaria de Relações com o Congresso do Itamaraty. Foi promovida a primeira-secretária em 2003.
Entre 1994 e 1997, exerceu as funções de primeira-secretária na Embaixada do Brasil em Pequim.
Em seu regresso ao Brasil, foi nomeada assessora da Subsecretaria-Geral do Serviço Exterior do Itamaraty, onde permaneceu até 1999. Neste ano, foi promovida a conselheira.
Nos anos de 1999 a 2003, ocupou o cargo de assessora junto à Presidência da República. Ainda em 2003, defendeu tese do Curso de Altos Estudos no Instituto Rio Branco, intitulada “Conhecimentos Tradicionais: o interesse brasileiro na OMPI”, tendo sido promovida a ministra de segunda-classe nesse ano.
Entre 2003 e 2005, igualmente exerceu a função de assessora na Secretaria-Geral de Relações Exteriores do Itamaraty.

Dirigiu, entre 2005 e 2009, o Departamento da Ásia e Oceania. Em 2007, foi promovida a ministra de primeira classe.
Em 2009, foi designada Representante Permanente Alterna junto às Nações Unidas, em Nova York, tendo exercido a função até 2013. Entre 2013 e 2016, foi representante permanente do Brasil junto às Nações Unidas em Genebra. Foi  Embaixadora do Brasil na Haia de 2016 a 2020. Desde 5/12/2021, é Cônsul-Geral do Brasil em Istambul.

### Condecorações[2]
- Medalha Mérito Tamandaré (2003)
- Ordem Mérito Aeronáutico, Grande Oficial (2007)
- Ordem de Rio Branco, Grã-Cruz (2012)